# Société des observateurs de l'homme
La Société des observateurs de l'homme (Società degli osservatori dell'uomo) è stata un'associazione di studiosi fondata nel 1799 a Parigi, luogo d'origine dell'antropologia francese. Ebbe vita breve e si sciolse nel 1804. Fu fondata da Sicard, Jauffret e Maimieux.

## Storia
L'inesistenza di archivi e l'esistenza effimera della società ne complicano l'attestazione e la ricostruzione storica. Si dispone solo di pochi documenti attendibili, come quelli sul trattamento del caso di Victor dell'Aveyron da parte di Jean Itard e della spedizione Baudin da parte di Baudin stesso. La società si riunì per la prima volta nell'agosto 1799 in rue de Seine per la sua sessione istitutiva.
L'associazione si occupava di un vasto ambito di questioni scientifiche: linguistiche, mediche, etnologiche, di storia culturale, di pedagogia dei ragazzi sordomuti; il tutto sforzandosi di comprendere la persona nel suo insieme e aspirando alla ricerca di un ordine o di un sistema nel quale includere gli individui più disparati in tutti i loro aspetti culturali, fisiologici e patologici. Cercava per così dire una teoria unitaria delle scienze dell'uomo.

## Membri
Ordinari
Ansse, Bonnefous, Bouchaud, Louis Antoine de Bougainville, Boulard, Bourlet, Butet, Cuvier, Deleuze, Dolomieu, Duméril, Fourcroy, Gérando, Guillon, Hallé, Itard, Gaspard-André Jauffret, Louis-François Jauffret, Jussieu, Korais, Lacépède, Larcher, Laromiguière, Leblond, Lerminier, Maimieux, Marcel, Millin, Montmorency-Laval, Moreau, Nysten, Palisot, Papon, Patrin, Pinel, Portalis, Ramond, Ricard, Sainte-Croix, Sicard, Silvestre, Sonnini, Walckenaer.
Corrispondenti
Baudin, Bernier, Bissy, Bojanus, Hyacinthe de Bougainville, Cailleau, Faure, Gilibert, Hamelin, Lebouvier-Desmortiers, Levaillant, Maugé, Michaux, Péron, Pfeffel, Riedlé.